# Lamar (Colorado)
Lamar es una ciudad ubicada en el condado de Prowers, Colorado, Estados Unidos. Tiene una población estimada, a mediados de 2021, de 7656 habitantes.
Es la sede del condado. 

## Geografía
La ciudad está ubicada en las coordenadas 38°4′29″N 102°37′0″O / 38.07472, -102.61667 (38.074729, -102.616682). Según la Oficina del Censo de los Estados Unidos, tiene una superficie total de 13.64 km², de la cual 13.59 km² corresponden a tierra firme y 0.05 km² son agua.

## Demografía
Según el censo de 2020, en ese momento había 7687 personas residiendo en la localidad. La densidad de población era de 565.64 hab./km². El 65.53% de los habitantes eran blancos, el 1.27% eran afroamericanos, el 2.61% eran amerindios, el 0.29% eran asiáticos, el 0.08% eran isleños del Pacífico, el 16.95% eran de otras razas y el 13.27% eran de una mezcla de razas. Del total de la población, el 42.49% eran hispanos o latinos de cualquier raza.